# Kościół Narodzenia Najświętszej Maryi Panny w Kryłowie
Kościół Narodzenia Najświętszej Maryi Panny – rzymskokatolicki kościół parafialny należący do dekanatu Hrubieszów-Południe diecezji zamojsko-lubaczowskiej.

## Historia

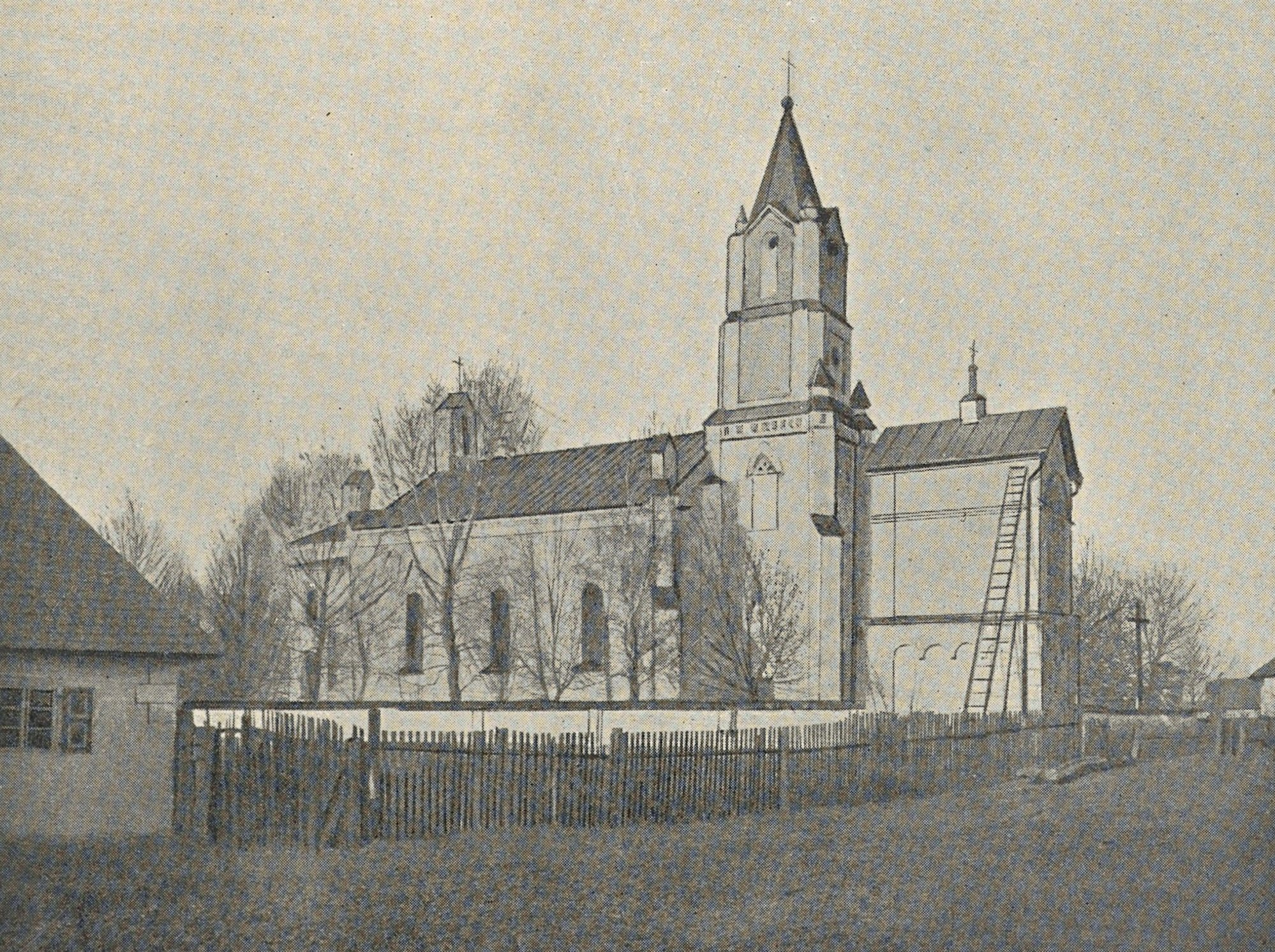
Widok kościoła przed 1908

Obecna świątynia została wybudowana w latach 1859–1960 i ufundowana przez Anielę z Rzewuskich Chrząnowską, konsekrował ją w październiku 1860 roku biskup Walenty Baranowski. Podczas II wojny światowej kościół został uszkodzony (m.in. częściowo zostały zniszczone wieże). Po wojnie świątynia została odnowiona. W 1965 roku zostało wykonane ankrowanie oraz usunięto pęknięcia sufitu. W 1967 roku wnętrze zostało odnowione. Kolejny remont wnętrza miał miejsce w 1980 roku.

## Architektura
Kościół został wzniesiony w stylu neogotyckim. Jest to budowla murowana wybudowana z cegły i otynkowana; posiada trzy nawy, z przodu znajduje się wieża, przy prezbiterium jest umieszczona zakrystia, przy nawie jest dostawiona kruchta. 

## Wyposażenie

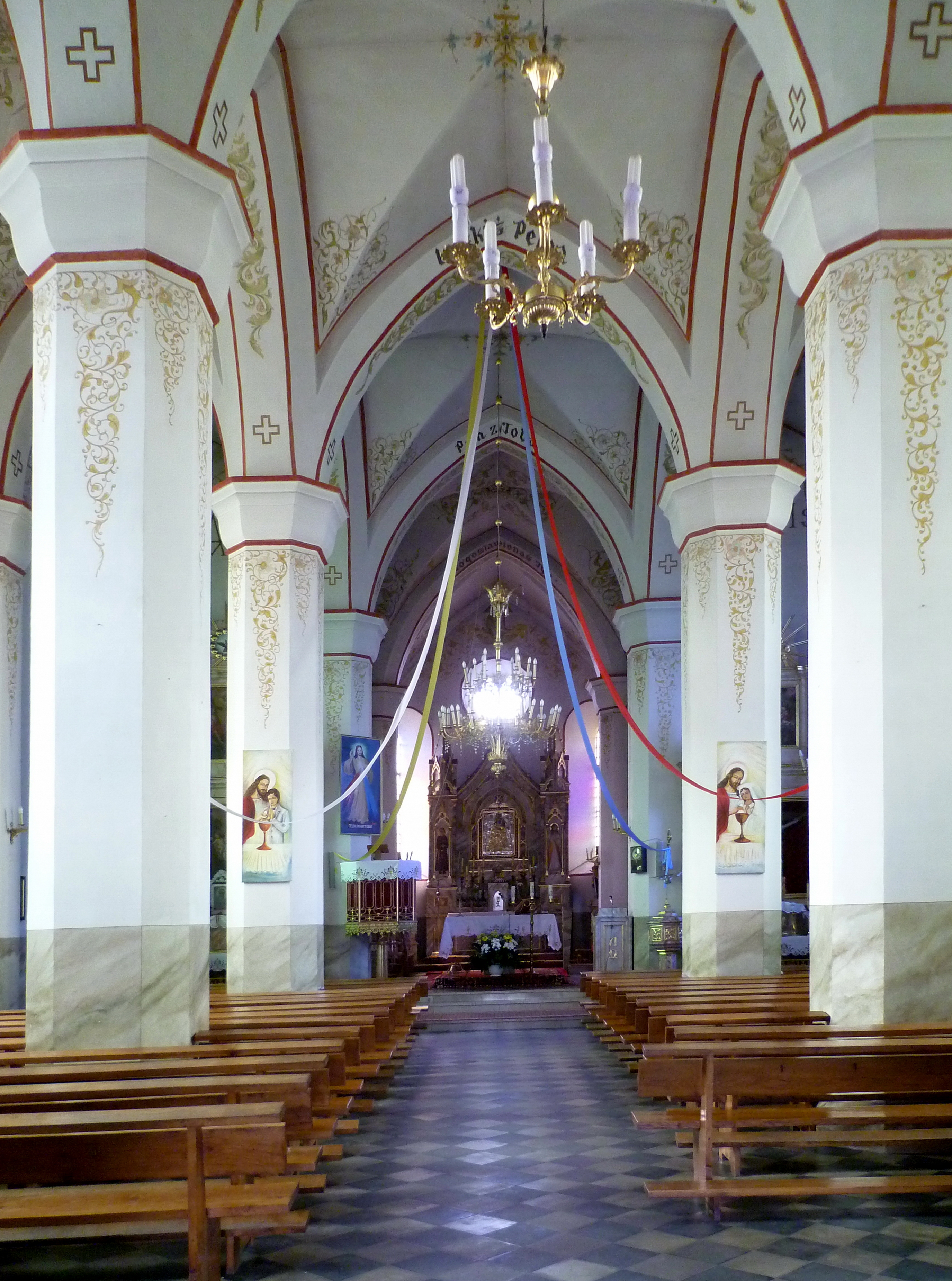
Wnętrze świątyni

### Ołtarze

#### Ołtarz główny
Ołtarz główny w stylu neogotyckim pochodzi z 2. połowy XIX wieku, znajdują się w nim obrazy: 
- Matki Boskiej z Dzieciątkiem, barokowy z 1. połowy XVIII wieku, w sukience srebrnej rokokowej,
- św. Wawrzyńca z XIX wieku.

#### Ołtarze boczne
Dwa ołtarze boczne w stylu klasycystycznym pochodzą z 2. połowy XIX wieku:
- w lewym znajdują się obrazy św. Józefa i Trójcy Świętej w zwieńczeniu, z 1. połowy XIX wieku a także malowane antepedium z przedstawieniem Ucieczki do Egiptu z tego samego okresu;
- w prawym znajduje się krucyfiks barokowy z XVIII wieku i obraz św. Hieronima z 1. połowy XIX wieku oraz antepedium malowane z przedstawieniem św. Stanisława biskupa z tego samego okresu.
- Obrazy w stylu barokowo-ludowym pochodzą z 1. połowy XIX wieku: św. Franciszek; zakonnik, oba znajdowały się zapewne w nieistniejącym kościoła reformatów; św. Stanisław biskup.

### Rzeźby
- Rzeźby świętych Jerzego i Floriana pochodzą z 1. połowy XIX wieku;
- Rzeźba Chrystusa Frasobliwego ludowa pochodzi z XIX wieku.
- Płaskorzeźba Stygmatyzacji św. Franciszka pochodzi zapewne z XVIII wieku.

### Epitafia
- Epitafium marmurowe fundatorki świątyni Anieli z Rzewuskich Chrzanowskiej (zmarłej w 1858 roku), jest ozdobione herbem Poraj. Epitafia znajdują się kruchcie (Chrząnowskich, Pohoreckich. Swieżawskich, Rulikowskich, Horodyskich)

### Pozostałe
- Ławki są nowe,
- Polichromia pochodzi z 1981 roku,
- Na chórze muzycznym są umieszczone organy o 12 głosach wykonane w 1898 roku, chrzcielnica reprezentuje styl neogotycki.
- Ambona reprezentuje styl neogotycki i została wykonana z żeliwa w XIX wieku[2].